# Sean Donnelly
Sean Donnelly (* 1. April 1993 in Willoughby, Ohio) ist ein US-amerikanischer Leichtathlet, der sich auf den Hammerwurf spezialisiert hat.

## Sportliche Laufbahn
Sean Donnelly studierte von 2011 bis 2014 an der University of Mount Union in Ohio und besuchte anschließend die University of Minnesota. 2018 vertrat er Nordamerika beim IAAF Continental Cup in Ostrava, brachte dort aber keinen gültigen Versuch zustande. Im Jahr darauf nahm er an den Panamerikanischen Spielen in Lima teil und gewann dort mit einer Weite von 74,23 m die Bronzemedaille hinter den Chilenen Gabriel Kehr und Humberto Mansilla. 